# سینما شهر قشنگ
سینما شهر قشنگ از سینماهای قدیمی تهران بود. این سینما که در سال ۱۳۳۲ تأسیس شد در خیابان پهلوی، پایین‌تر از خیابان جمهوری واقع شده‌است. این سینما به دلیل تغییر بافت این منطقه بی‌رونق شد و در ردیف سینماهای زیان ده قرار گرفت و از سال ۱۳۸۷ تعطیل شد.
سینما شهر قشنگ یکی از بهترین سینماها در دوران خود بود مالک این سینما آقای رضا حجت اسلام بود این سینما در سال ۱۳۸۷ تعطیل شد.